# Diano San Pietro
Diano San Pietro (ligur nyelven Dian San Pê) egy olasz község Liguria régióban, Imperia megyében

## Földrajz
Diano San Pietro Imperiától 11 km-re helyezkedik el.

## Gazdaság
Legjelentősebb bevételi forrása az idegenforgalom, valamint a mezőgazdaság. Elsősorban olivát és zöldségeket termesztenek.

## Közlekedés
Megközelíthető az A10 autópályán. Legközelebbi vasútállomás Diano Marina a Genova-Ventimiglia vasútvonalon fekszik.

## Fordítás
- Ez a szócikk részben vagy egészben  a   Diano San Pietro című olasz Wikipédia-szócikk fordításán alapul.  Az eredeti cikk szerkesztőit annak laptörténete sorolja fel. Ez a jelzés csupán a megfogalmazás eredetét és a szerzői jogokat jelzi, nem szolgál a cikkben szereplő információk forrásmegjelöléseként.